# Félix del Blanco Prieto
Félix del Blanco Prieto (ur. 15 czerwca 1937 w Morgovejo, zm. 10 kwietnia 2021 w Rzymie) – hiszpański biskup rzymskokatolicki, arcybiskup, jałmużnik papieski w latach 2007–2012.

## Życiorys
27 maja 1961 otrzymał święcenia kapłańskie.
31 maja 1991 został mianowany przez Jana Pawła II nuncjuszem apostolskim w  Angoli i w Republice Zielonego Przylądka ze stolicą tytularną Vannida. Sakry biskupiej 6 lipca 1991 udzielił mu ówczesny sekretarz Stanu Agostino Casaroli. 4 maja 1996 został przeniesiony do nuncjatury w Kamerunie, będąc akredytowanym w Gwinei Równikowej. W latach 2003–2007 pełnił funkcję nuncjusza apostolskiego na Malcie i w Libii.
28 lipca 2007 wrócił do Watykanu, gdzie objął urząd jałmużnika papieskiego, kierując Urzędem Dobroczynności Apostolskiej. 3 listopada 2012 papież przyjął jego rezygnację z urzędu złożoną ze względu na wiek. 22 grudnia 2012 mianowany przez Benedykta XVI członkiem Kongregacji Spraw Kanonizacyjnych.